# Guapé
Guapé is een gemeente in de Braziliaanse deelstaat Minas Gerais. De gemeente telt 13.475 inwoners (schatting 2009).

## Aangrenzende gemeenten
De gemeente grenst aan Alpinópolis, Boa Esperança, Capitólio, Carmo do Rio Claro, Cristais, Formiga, Ilicínea, Pimenta, Piumhi en São José da Barra.